# Prowincje Indonezji

Mapa administracyjna Indonezji

Indonezja dzieli się na 38 prowincji (w tym dziewięć okręgów specjalnych: Aceh, Dżakarta, Jogyakarta, Papua, Papua Zachodnia, Papua Górska, Papua Środkowa, Papua Południowa, Papua Południowo-Zachodnia).
Prowincje dzielą się na kabupateny (ang. regencies) i kota (ang. cities). Kabupateny dzielą się na kecamatany (ang. districts). Kecamatan obejmuje przeciętnie 20 wiosek administracyjnych, określanych jako desa lub kelurahan. W Sumatrze Zachodniej kecamatany dzielą się na większe niż desa jednostki zwane nagari. 

## Prowincje
| Prowincja                       | Stolica        | Powierzchnia (w km²) | Liczba mieszkańców (2022 r., w tys.) |
| ------------------------------- | -------------- | -------------------- | ------------------------------------ |
| Aceh                            | Banda Aceh     | 57 956               | 5 407,9                              |
| Bali                            | Denpasar       | 5 780                | 4 415,1                              |
| Banten                          | Serang         | 9 663                | 12 252,0                             |
| Bengkulu                        | Bengkulu       | 19 919               | 2 060,1                              |
| Borneo Południowe               | Banjarmasin    | 38 744               | 4 182,1                              |
| Borneo Północne                 | Tanjung Selor  | 75 468               | 727,8                                |
| Borneo Środkowe                 | Palangka Raya  | 153 565              | 2 741,1                              |
| Borneo Wschodnie                | Samarinda      | 129 067              | 3 859,8                              |
| Borneo Zachodnie                | Pontianak      | 147 307              | 5 541,4                              |
| Celebes Południowo-Wschodni     | Kendari        | 38 068               | 2 701,7                              |
| Celebes Południowy              | Makasar        | 46 717               | 9 225,8                              |
| Celebes Północny                | Manado         | 13 852               | 2 659,5                              |
| Celebes Środkowy                | Palu           | 61 841               | 3 066,1                              |
| Celebes Zachodni                | Mamuju         | 16 787               | 1 458,6                              |
| Dżakarta                        | Dżakarta       | 664                  | 10 680                               |
| Gorontalo                       | Gorontalo      | 11 257               | 1 192,7                              |
| Jambi                           | Jambi          | 50 058               | 3 631,1                              |
| Jawa Środkowa                   | Semarang       | 32 801               | 37 032,4                             |
| Jawa Wschodnia                  | Surabaja       | 47 800               | 41 150                               |
| Jawa Zachodnia                  | Bandung        | 35 378               | 49 405,8                             |
| Lampung                         | Bandar Lampung | 34 624               | 9 176,6                              |
| Małe Wyspy Sundajskie Wschodnie | Kupang         | 48 718               | 5 466,3                              |
| Małe Wyspy Sundajskie Zachodnie | Mataram        | 18 572               | 5 473,7                              |
| Moluki                          | Ambon          | 46 914               | 1 881,7                              |
| Moluki Północne                 | Sofifi         | 31 983               | 1 319,3                              |
| Papua                           | Jayapura       | 81 049               | 1 035                                |
| Papua Górska                    | Wamena         | 51 213               | 1 430,5                              |
| Papua Południowa                | Merauke        | 117 849              | 522,2                                |
| Papua Południowo-Zachodnia      | Sorong         | 39 123               | 621,9                                |
| Papua Środkowa                  | Nabire         | 61 073               | 1 431                                |
| Papua Zachodnia                 | Manokwari      | 60 275               | 561,4                                |
| Riau                            | Pekanbaru      | 87 024               | 6 614,4                              |
| Sumatra Południowa              | Palembang      | 91 592               | 8 657                                |
| Sumatra Północna                | Medan          | 72 981               | 15 115,2                             |
| Sumatra Zachodnia               | Padang         | 42 013               | 5 640,6                              |
| Wyspy Bangka i Belitung         | Pangkal Pinang | 16 424               | 1 494,6                              |
| Wyspy Riau                      | Tanjungpinang  | 8 202                | 2 179,8                              |
| Yogyakarta                      | Yogyakarta     | 3 133                | 3 761,9                              |

## Prowincje Indonezji według ich położenia geograficznego
- Indonezyjska część Nowej Gwinei[1]:
  - Papua Zachodnia (okręg specjalny)
  - Papua (okręg specjalny )
  - Papua Górska (okręg specjalny)
  - Papua Środkowa (okręg specjalny)
  - Papua Południowa (okręg specjalny)
  - Papua Południowo-Zachodnia (okręg specjalny)
- Jawa:
  - Banten
  - Dżakarta (okręg specjalny) (Jakarta)
  - Jawa Środkowa (Jawa Tengah)
  - Jawa Wschodnia (Jawa Timur)
  - Jawa Zachodnia (Jawa Barat)
  - Yogyakarta (okręg specjalny)
- Kalimantan (indonezyjska część Borneo)
  - Borneo Południowe (Kalimantan Selatan)
  - Borneo Północne (Kalimantan Utara) – prowincja utworzona 25 października 2012
  - Borneo Środkowe (Kalimantan Tengah)
  - Borneo Wschodnie (Kalimantan Timur)
  - Borneo Zachodnie (Kalimantan Barat)
- Archipelag Moluków:
  - Moluki (Maluku)
  - Moluki Północne (Maluku Utara)
- Bali i Małe Wyspy Sundajskie
  - Bali
  - Małe Wyspy Sundajskie Wschodnie (Nusa Tenggara Timur)
  - Małe Wyspy Sundajskie Zachodnie (Nusa Tenggara Barat)
- Celebes
  - Celebes Południowo-Wschodni (Sulawesi Tenggara)
  - Celebes Południowy (Sulawesi Selatan)
  - Celebes Północny (Sulawesi Utara)
  - Celebes Środkowy (Sulawesi Tengah)
  - Celebes Zachodni (Sulawesi Barat)
  - Gorontalo
- Sumatra i wyspy na Morzu Południowochińskim
  - Aceh (okręg specjalny)
  - Bengkulu
  - Jambi
  - Lampung
  - Riau
  - Sumatra Południowa (Sumatera Selatan)
  - Sumatra Północna (Sumatera Utara)
  - Sumatra Zachodnia (Sumatera Barat)
  - Wyspy Bangka i Belitung (Kepulauan Bangka Belitung)
  - Wyspy Riau (Kepulauan Riau)